# Hexeris enhydris
Hexeris enhydris är en fjärilsart som beskrevs av Augustus Radcliffe Grote 1875. Hexeris enhydris ingår i släktet Hexeris och familjen Thyrididae. Inga underarter finns listade i Catalogue of Life.